# سید وحید اختر
سید وحید اختر (زاده:۱۲ اوت ۱۹۳۴ اورنگ‌آباد - درگذشتهٔ:۱۳ دسامبر ۱۹۹۶) شاعر اردو، منتقد و از فیلسوفان معاصر هندی بود.
وی تحصیلاتی دانشگاهی خود را تا مقطع دکتری در دانشگاه عثمانیه در حیدرآباد به پایان رساند. عنوان رساله دکتری وی «نقش خواجه میر درد در تصوف» بود.
وی ریاست دپارتمان فلسفه دانشگاه اسلامی علیگر را از سال ۱۹۸۷ تا ۱۹۹۰ و از ۱۹۹۲ تا ۱۹۹۵ بر عهده داشت.

## آثار
کتابها به انگلیسی
1. اقبال از منظر مدرن ۱۹۸۸(ترجمه شده به عربی)
2. متفکران معاصر شیعه ۱۹۸۷

کتابها به اردو
1. کربلا تا کربلا